# Cmentarzysko szkieletowe w Dziekanowicach

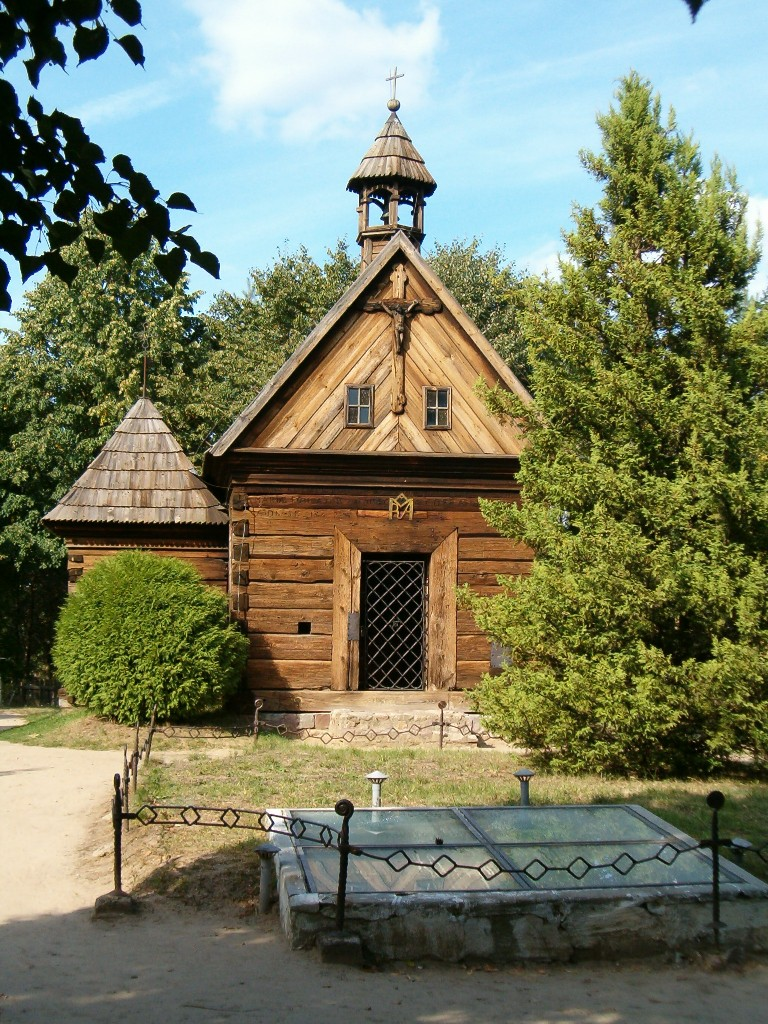
U stóp kapliczki widoczne szklane przekrycie
cmentarzyska (groby nr 25, 26, 27 i 30)

Cmentarzysko szkieletowe w Dziekanowicach – wczesnośredniowieczne (XI-wieczne) cmentarzysko zlokalizowane na terenie Wielkopolskiego Parku Etnograficznego w Dziekanowicach.

## Położenie
Stanowisko jest umieszczone na wschodnim brzegu jeziora Lednickiego, około 1,5 km w prostej linii od Ostrowa Lednickiego, na wschodnim i południowym stoku niewielkiego, bezimiennego wzniesienia. Przy terenach cmentarzyska stoi drewniana XVIII-wieczna kapliczka z okolic Torunia. Prace nad opisaniem stanowiska Dziekanowice 2 zakończono w 1982, a pracami kierował dr Maciej Henneberg z UAM (przy współpracy Muzeum Pierwszych Piastów na Lednicy).

## Opis
Na owalnym cmentarzu o powierzchni 484 m² (22 x 22 m) odkryto 45 grobów szkieletowych z okresu wczesnego średniowiecza, a także 9 ciałopalnych (kultura pomorska). Cztery groby z powyższych znajdowały się poza zwartym obszarem cmentarnym. Na jeden grób przypadało średnio około 11,8 m². Praktycznie środkiem obszaru cmentarnego biegnie 5-metrowej szerokości pas pozbawiony pochówków, być może aleja. Z 45 grobów szkieletowych:
- 17 było grobami kobiecymi (38%),
- 17 było grobami męskimi (38%),
- 11 szkieletów nie pozwalało na określenie płci (w tej grupie było czworo dzieci - 8,7%, dwie osoby dorosłe - 4,4%, dwa groby osób w wieku 15-18 lat i 25-35 lat - 4,4% oraz trzy szkielety na tyle niekompletne, że nie pozwalały na jakąkolwiek klasyfikację).

Szkielety leżały na wznak, na linii wschód-zachód, w pozycji wyprostowanej, z rękami wzdłuż ciała (tylko trzy z nich miały ręce ugięte w łokciach i dłonie na miednicy). Szczególnie ciekawy jest grób nr 4 - złożono tu kobietę w wieku 50-60 lat ze złożonym w nogach, nieanatomicznie poukładanym szkieletem mężczyzny w wieku 40-50 lat. 64% pochówków zorientowano głową na zachód (14 kobiet, 8 mężczyzn, 3 dzieci i 4 nieokreślone). Niektóre z pochówków były zgrupowane, sugerując być może grupy rodzinne. Cmentarz mógł być używany przez niewielką, kilkurodzinną grupę osób (osada licząca około 30 mieszkańców). Zmarłych prawdopodobnie chowano tu przez około 50 lat. Przy szkieletach znaleziono liczne drobne przedmioty, takie jak: noże (16 sztuk), kabłączki skroniowe (7 sztuk), ceramikę (trzy sztuki), krzesiwa (dwie sztuki), siekiery, monety, okucia i inne.